# USS LST-382
O USS LST-382 foi um navio de guerra norte-americano da classe LST que operou durante a Segunda Guerra Mundial.